# Starý kraj
Starý kraj (v německém originále Altes Land) je rodinný román německé spisovatelky Dörte Hansenové z roku 2015, který tematizuje pocit vykořeněnosti a hledání domova na příkladu tří generací žen s ohledem na historický kontext poválečného Německa a Východního Pruska.
Autorka za tento svůj beletristický debut získala v roce vydání německou cenu Lieblingsbuch der Unabhängigen a o rok později mezinárodní ocenění Usedomer Literaturpreis.  
V roce 2016 vyšlo dílo s českým překladem Viktorie Hanišové v nakladatelství Host. 

## Děj
Pětiletá Vera von Kamcke roku 1945 prchá se svou matkou Hildegard z Východního Pruska sužovaného válkou do zemědělsky významné oblasti Starý kraj, ležícího jižně od Hamburku, na dolním toku Labe. Azyl nalézají na statku postarší vdovy a farmářky Idy Eckhoffové, avšak ta dává důrazně najevo, že dům je jim pouze propůjčen na dobu určitou výměnou za výpomoc na ovocných sadech a že zde rozhodně nejsou vřele vítány. Zvrat nastane, když se Hildegard provdá za Idina syna Karla, jehož tělesný i duševní stav utrpěl v důsledku pobytu v ruském válečném zajetí, a přebírá tak velení v domě. Ida se s touto, pro ni ostudnou, skutečností odmítá smířit a páchá sebevraždu. Později Hildegard statek opouští, dceru nechává na starost otčímovi, a začíná život v Hamburku s novým mužem a otcem své druhé dcery Marleny. Přestože Vera  jakožto Karlův adoptivní potomek pozemek zdědí a stráví zde mnoho let, nestane se místo jejím domovem. Svérázným vystupováním (chozením na lov, rozřezáváním divoké zvěře bez mrknutí oka, chovem velkých obávaných psů) se liší od spořádaného poklidného způsobu života ostatních vesničanů. Jednoho dne do Starého kraje za podivínskou samotářkou nečekaně přichází Marlenina dcera Anna i se svým malým synem Leonem. Stejně tak jako Vera se svou matkou před více než půl stoletím nyní opět stojí dva vyhnanci před prahem starého domu Eckhoffových hledajíce útočiště. Anna je zklamaná z hamburské snobské společnosti, ale především z nevěry svého manžela Christopha. Vera s netajenými předsudky městské „uprchlíky“ nakonec přijímá a zanedlouho si obě ženy uvědomují, že mají společného více, než se může na první pohled zdát. Nacházejí něco, co si nedokázaly přiznat, že tolik potřebovaly – rodinnou lásku a porozumění.

## Přijetí díla a interpretace
Tři generace hlavních hrdinek hledají domov různými způsoby a z různých důvodů: 
Hildegarda podniká radikální kroky, aby mohla definitivně zapomenout na strašlivé válečné vzpomínky a začít od znovu. Přesun z Východního Pruska do Starého kraje totiž nepřežil její muž ani novorozený syn. Vera ustavičně brání svůj domov, ačkoli již od útlého dětství  žádný nemá. Změny statku vždy pouze uškodily, a proto nechává vše tak, jak je. Anna touží nalézt místo v životě a samu sebe po neúspěších v osobní i profesní sféře. Její první útěk spočíval v zanechání hry na klavír poté, co se bratr Thomas projevil jako mnohem talentovanější virtuóz. Obává se, že na ni emočně nedostupná matka nikdy nebude hrdá. Marlena také není šťastná – cítí vinu vůči osudu starší nevlastní sestry. Snaží se jí pomáhat se zchátralou domácností a v neposlední řadě chce poznat svůj původ (původ své matky) se všemi jeho tajemstvími a nejasnostmi.
Přes jednotlivé odlišnosti mají ženy jednu zásadní věc společnou – všechny si v sobě nosí rány z emocionální odtažitosti svých matek, která vznikla jako důsledek složitých politických a historických událostí.
Román se stal bestsellerem a sklidil pochvalu i od kritiků. Vyzdvihuje se především syrové zachycení života na venkově bez příkras a klišé. Hluboké a pochmurné pasáže, popisující strastiplné situace z doby poválečné i ze současnosti, jsou vyváženy humornými satirickými scénami střetů přímočarých konzervativních usedlíků s nově přistěhovalými "eko-hipstery" z velkoměsta, kteří si život na venkově představují příliš idylicky.

## Adaptace
V letech 2019 až 2020 byla podle románu připravena stejnojmenná dvoudílná televizní minisérie. Premiéra první části s názvem Ankommen přilákala 15. listopadu 2020 v hlavním vysílacím čase na německé ZDF 5,29 milionu diváků. Následující den zhlédlo druhý díl s názvem Bleiben 4,67 milionu diváků.